# Бурґтеатр

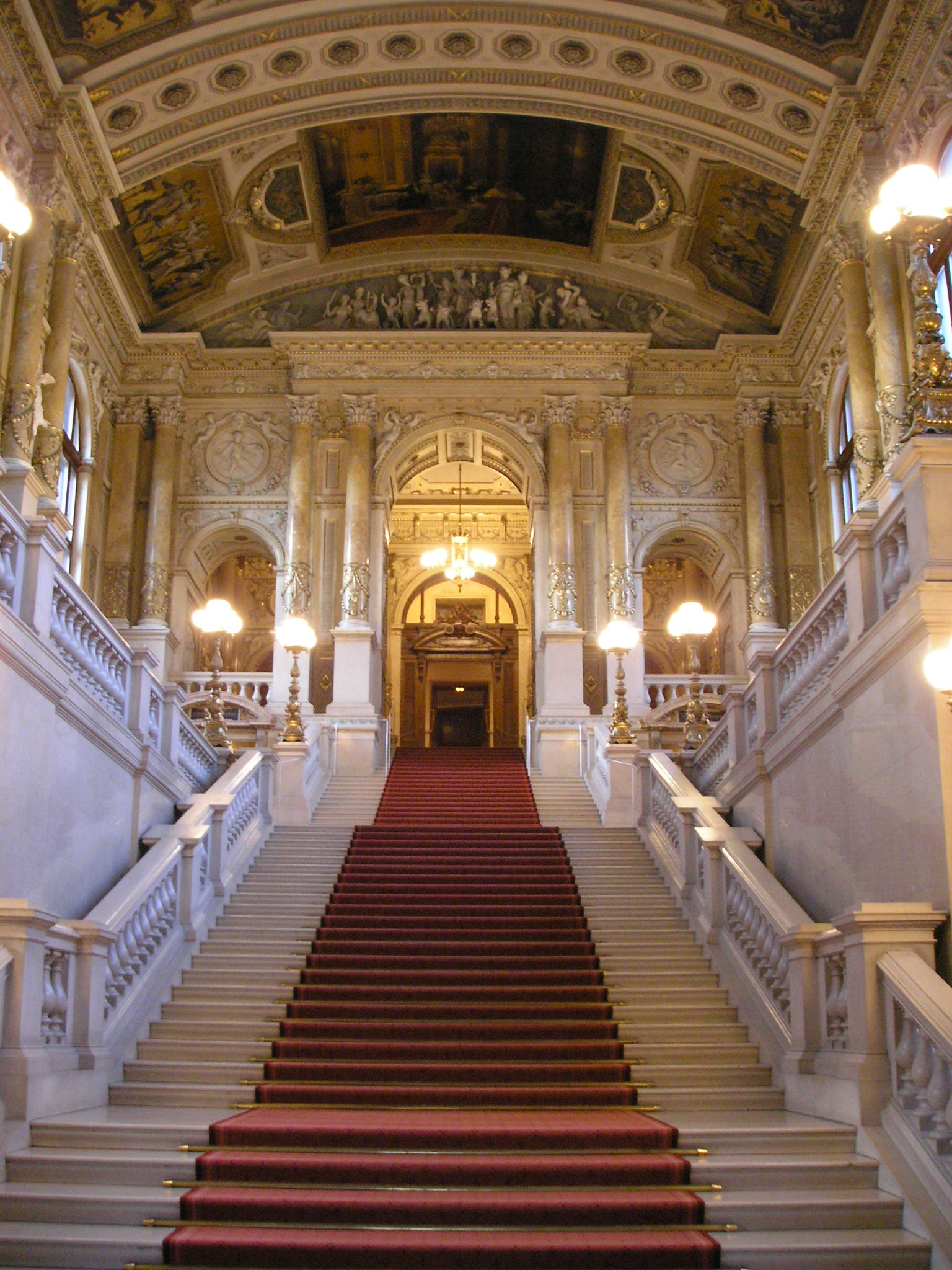
«Кайзерівські» сходи Бурґтеатру

Бурґтеатр (нім. Burgtheater) — австрійський придворний театр у віденьському Гофбурзі. Він вважається однією із найвизначніших сцен Європи, є другим найстарішим після Комеді Франсез, а також найбільшим німецькомовним драматичним театром. З 1748 року й до відкриття нової будівлі на Рінґу в жовтні 1888 року вистави відбувалися в «старому» Бурґтеатрі на Міхаелерплатц (нім. Michaelerplatz). Нова будівля повністю згоріла внаслідок бомбардування 1945 р. До повторного відкриття 14 жовтня 1955 року запасною сценою слугував Ronacher.
Протягом своєї історії театр називався по-різному: спочатку — нім. k.k. Theater nächst der Burg, потім, до 1918 нім. k.k. Hof-Burgtheater і відтоді — власне, Бурґтеатр. Насамперед у Відні його іще часто називають нім. «Die Burg», дос. «за́мок», а його акторів знають, як нім. Burgschauspieler, дос. «замкові актори».

## Історія

### «Старий» Бурґтеатр на Міхаелерплатц
Спочатку Бурґтеатр розташувався у Бальгаусі (нім. Ballhaus), що був зведений за вказівкою кайзера Фердінанда I у 1540 році в нижньому декоративному парку Гофбургу, після того, як старий зал потерпів від пожежі у 1525 році. Ще до початку XVIII ст. там грали у Jeu de Paume — грі-попередниці тенісу. Урешті, 14 березня 1741 р. імператриця Марія-Терезіа, видала (після загальної заборони театрів, що була запроваджена нею після смерті її батька) дозвіл «підряднику королівських придворних опер» (нім. Entrepreneur der königlichen Hofopern) і орендатору заснованого 1708 року театру на Кертнергоф — Йозефу Карлу Зеллерсу, перетворити Бальгаус на театр. Водночас у безпосередній близькості був закладений новий Бальхаус, що й дав ім'я сьогоднішній площі — Бальхаусплатц (нім. Ballhausplatz).
На початку 1850-х рр. у Бурґтеатрі впродовж кількох років грав дуже відомий у ту епоху світі актор Богуміл Давідзон, який перед тим, із 1839 р., працював у театрі Львова.
12 жовтня 1888 р. відбулася остання вистава на Міхаелерплатц. Трупа Бурґтеатру переїхала у нову будівлю на Рінґу.

### Нова будівля на Рінґу
«Новий» Бурґтеатр на Рінґу навпроти ратуші  був спроєктований у стилі необароко Готфрідом Земпером (план) та Карлом Фрайгером фон Газенауером (фасад), котрі вже разом планували Кайзерфорум у Відні. Будівельні роботи розпочалися 16 грудня 1874 р. і розтяглися на 14 років. Протягом цього часу дует архітекторів встиг між собою пересваритися. І вже 1876 р. через проблеми зі здоров'ям Земпер від'їхав назад до Риму і дав Газенауеру, котрий у суперечці архітекторів виступав, перш за все, за велично оформлену споруду, реалізовувати свої ідеї самостійно.
Віденський художник Ґустав Клімт разом зі своїм братом Ернстом Клімтом та Франсом Мачем створив у 1886—1888 рр. розписи стель над сходами з обох сторін нового театру. Вони утрьох перейняли це замовлення після спільних робіт у міських театрах Рієки та Карлових Вар, а також Національного театру у Бухаресті.
Уже через два дні після прощальної вистави 12 жовтня 1888 року на Міхаелерплатц відкрилася нова будівля п'єсами Ґрільпарцера «Естер» та Шиллера «Табір Валленштайна». Спочатку Бурґтеатр сприйнявся віденцями дуже добре через його виличний вигляд та ряду технічних інновацій, таких як, наприклад, електроосвітлення. Проте досить скоро почала звучати критика з приводу поганої акустики. Урешті-решт у 1897 р. була проведена реконструкція глядацького залу з метою мінімізації цієї проблеми. Новий театр — важливе місце зустрічей у суспільному житті і скоро став вважатися однією зі «святинь» віденців. У сезоні 1922/1923 був відкритий Академітеатр, як камерна сцена Бурґтеатру. 8 травня 1925 р. Бурґтеатр увійшов до австрійської кримінальної хроніки: болгарський студент Менкіа Карніціу здійснив там замах на македонського главу банди Тодора Панітца.

### У час націонал-соціалізму
Ідеї націонал-соціалізму також лишили свій слід в історії Бурґтеатру. 1939 р. у Видавництві Адольфа Лузера (нім. Adolf Luser Verlag) вийшла книга яскраво антисемітського спрямування театрознавця Гайнца Кіндермана (нім. Heinz Kindermann) «Бурґтеатр. Спадщина і послання національного театру» (нім. „Das Burgtheater. Erbe und Sendung eines Nationaltheaters“), у якій він поміж іншого аналізував «єврейський вплив» на Бурґтеатр.
Для акторів та працівників театру, котрі за громадянським законом Райху (нім. Reichsbürgergesetz) 1935 року класифікувалися як «євреї», дуже скоро настала заборона виступів, протягом декількох днів вони були відправлені у відпустки, звільнені або ув'язнені.

### Завершення війни та повоєнні роки
Влітку 1944 року також і Бурґтеатр був змушений припинити вистави через запровадження загального закриття театрів. Починаючи з 1 квітня 1945 року, з наближенням до Відня червоної армії, у будинку розквартирувався військовий підрозділ, а частина споруди використовувалася як склад боєприпасів.

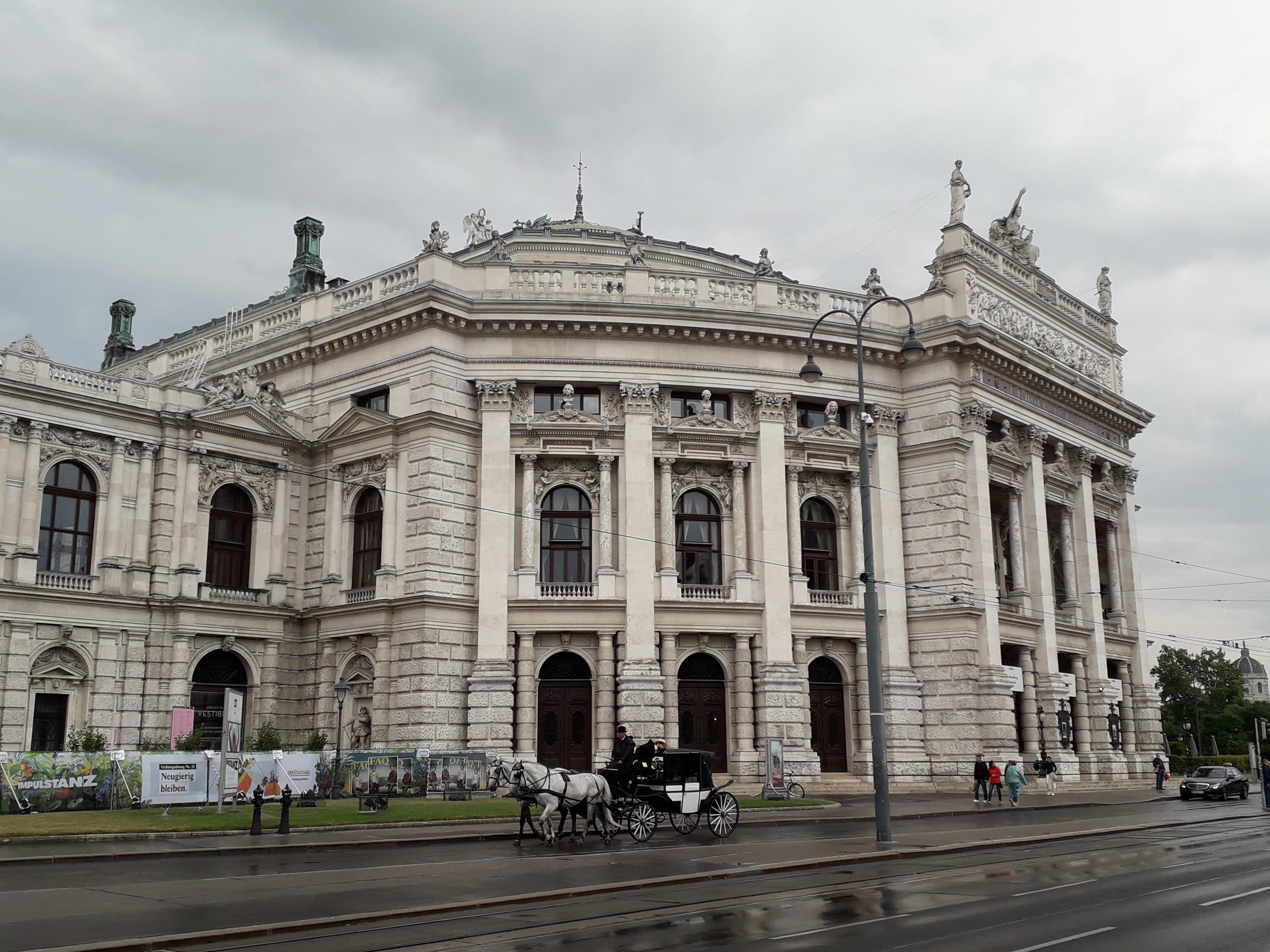
Бурґтеатр у Відні, 2019 рік